# Avital Ronell
Avital Ronell (Praga, 15 de abril de 1952) es una filósofa estadounidense que ha contribuido a los campos de la filosofía continental, los estudios literarios, el psicoanálisis, el feminismo filosófico, la filosofía política y la ética. Es profesora universitaria en Humanidades y pertenece a los Departamentos de Lenguas y Literaturas germánicas y Literatura Comparada en la Universidad de Nueva York donde codirige el Programa de Estudios Transdisciplinarios sobre Traumas y Violencia. Como profesora en filosofía de Jacques Derrida, enseña regularmente en el European Graduate School en Saas-Fee. Bajo la asesoría de Stanley Corngold, recibió su PhD en estudios alemanes de la Universidad de Princeton en 1979 por una disertación escrita sobre la autoreflexión en Johann Wolfgang von Goethe, Friedrich Hölderlin, y Franz Kafka, pero posteriormente ha dado a conocer en entrevistas que hubiera querido que Dictations: On Haunted Writing le sirviera como su tesis
Es ampliamente considerada como «una de las más originales, audaces y sorprendentes» pensadoras «en la academia contemporánea» y «la pensadora más importante de las condiciones reprimidas del conocimiento... con la audacia de Nietzsche... [para] sondear la filosófica tierra de nadie». En 2009, el Centro Pompidou la invitó a sostener entrevistas «según ... Avital Ronell (Selon... Avital Ronell)» con otros artistas y pensadores como Werner Herzog, Judith Butler, Dennis Cooper, Jean-Luc Nancy y Suzanne Doppelt. Su investigación abarca desde Johann Wolfgang von Goethe —que dictó la escritura embrujada y el psicoanálisis—, Alexander Graham Bell —quien estableció sistemas electrónicos de transmisión en el siglo xx—, la estructura de la prueba en los dominios legal, farmacéutico, artístico, científico, zen e histórico, a la literatura y la filosofía del siglo xx sobre estupidez, desaparición de la autoridad, infancia y dicción de la deficiencia.
Es editora fundadora de la revista Qui Parle y miembro de Jewish Voice for Peace. En 1983, escribió una de las primeras investigaciones críticas para teorizar la crisis del sida, y en 1992 una crítica sobre la segunda brutalidad policial contra Rodney King, posteriormente la revista Artforum lo consideró «el ensayo más esclarecedor sobre televisión y video se haya escrito». Recibió la beca Alexander von Humboldt-Stiftung entre 1981-1983, la beca American Cultures  en 1991, el Premio Research Fellow en 1993, y la beca del Presidente de la Universidad de California entre 1995-1996. Se desempeñó como presidenta de la División de Filosofía y Letras y de la División de Literatura Comparada en la Modern Language Association 1993-1996, y le otorgaron una de las dos direcciones principales en la reunión anual de la Asociación Estadounidense de Literatura Comparada en 2012.

## Biografía
Hija de diplomáticos israelíes, nació en Praga el 15 de abril de 1952. Fue artista de performance antes de entrar en el mundo académico. Emigró a Nueva York cuatro años más tarde, en 1956. Estudió en la prestigiosa Escuela Preparatoria Rutgers y se graduó en 1970. Como joven inmigrante, con frecuencia se encontró con xenofobia y antisemitismo. Obtuvo una licenciatura en Artes del Middlebury College, y posteriormente estudió con Jacob Taubes y Hans-Georg Gadamer en el Instituto de Hermenéutica en la Universidad Libre de Berlín. En 1979 recibió su Ph.D. en estudios alemanes bajo la asesoría de Stanley Corngold en la Universidad de Princeton, y tuvo «algunos recuerdos turbulentos de la escuela de posgrado» con su cercano amigo y filósofo Laurence Rickels. A través de Gisèle Celan-Lestrange, conoció a Jacques Derrida en un simposio dedicado a Péter Szondi. Derrida relata el encuentro en una carta fechada el 23 de junio de 1979, en el libro The Post Card: From Socrates to Freud and Beyond:

On the way out, diverse presentations. "With you, one can no longer present oneself," a young American (I think) woman says to me. She gives me to understand that she has read (before me, therefore, she was just coming from the U.S.) "Moi, la psychanalyse" in which I let play, in English, the so-difficult-to-translate vocabulary of presentation, of presentations, of "introductions," etc. As I was insisting on getting her name (insisting is too strong), she said "Metaphysics," and refused to add a single word. I found this little game rather clever and I felt, through the insignificant frivolity of the exchange, that she had gone rather far (I was told afterward that she was a "Germanist"). I understand that it was you. You have always been "my" metaphysics, the metaphysics of my life, the "verso" of everything I write (my desire, speech, presence, proximity, law, my heart and soul, everything that I love that you know before me)
Jacques Derrida. 

Posteriormente estudió con Derrida y Hélène Cixous en París. Pronto se convertiría en amiga íntima del poeta y novelista Pierre Alféri, quien más tarde le influyó en la titulación de varias de sus obras más importantes. Fue profesora de la Universidad de Virginia durante un corto período de tiempo, y afirma que fue despedida porque enseñaba filosofía continental e «iba al gimnasio de forma regular: [sus] colegas se sorprendieron por esto —porque no correspondía a su imagen de una mujer académica—». Se unió a la facultad de literatura comparada en la Universidad de California en Riverside y luego en la Universidad de California en Berkeley, donde enseñó con Philippe Lacoue-Labarthe, Jean-Luc Nancy y Judith Butler. Fue amiga íntima de la polémica escritora Kathy Acker y se identificó con la ficción de Acker. Resalta cómo escribía en correspondencia. En 1996, se trasladó a la Universidad de Nueva York, donde luego coenseñó un curso con Jacques Derrida hasta 2004. En 2009, comenzó los cursos de coenseñanza con Slavoj Žižek quien sigue manteniendo la posición de profesor invitado en el Departamento de Lenguas y Literatura Germánicas de la Universidad de Nueva York. En 2010, el filósofo François Noudelmann también coenseñó con ella, y fue cocurador del programa Walls and Bridges con ella en 2011. Además de sus propios escritos, introdujo a Jacques Derrida a las audiencias estadounidenses a traducir su reseña de Ante la ley de Kafka, su ensayo sobre la ley de género/género, y sus ponencias sobre la relación de Nietzsche con la biografía, entre muchas otras traducciones.
En 2017, Ronell fue acusada por Nimrod Reitman, un antiguo estudiante graduado de ella, de acoso sexual, tanto físico como verbal, en un grado tal que la conducta de la Profesora Ronell "fue suficientemente perturbadora como para afectar los términos y condiciones del ambiente de aprendizaje del señor Reitman". La universidad suspendió a la profesora Ronell para el año académico venidero. La situación levantó controversia porque la acusada era ampliamente conocida y recibió el apoyo público de otras famosas feministas y profesores de filosofía y literatura. Los críticos encontraron en ello una perturbadora similitud a la defensa otorgada a hombres poderosos acusados del mismo tipo de conducta depredadora.

## Acusaciones de abuso sexual
Avital Romell, que llegó a ser de los impulsores en el movimiento #MeToo, había sido acusada en agosto de 2018 de acoso sexual y abuso de posición por Nimrod Reitman, un exalumno suyo de la Universidad de Nueva York. La universidad inició una investigación al respecto, mediante la oficina Title IX y encontró que las acusaciones tenían fundamento y que Romell había incurrido tales actos, por lo que fue suspendida un año de su trabajo como asesora y docente sin sueldo.
Grupos de académicos, entre los que destacan Slavoj Žižek y Judith Butler, respaldaron a Romell mediante una carta. Sin embargo, esto generando una ola de críticas por el doble discurso sobre el tema del acoso sexual en la era del MeToo.

## Obras (incompleto)

### Libros
- (2012) Loser Sons: Politics and Authority (ISBN 0-252-03664-6)
- (2010) Fighting Theory: In Conversation with Anne Dufourmantelle (ISBN 0-252-07623-0) tradujo Catherine Porter from French
- (2010) Lignes de Front (ISBN 223406404X) tradujo del inglés Daniel Loayza
- (2008) The ÜberReader: Selected Works of Avital Ronell (ISBN 0-252-07311-8) (ed. Diane Davis)
- (2007) Life Extreme: An Illustrated Guide to New Life (ISBN 2-914-56334-5) coautor con Eduardo Kac
- (2006) American philo: Entretiens avec Anne Dufourmantelle (ISBN 2-234-05840-6)
- (2005) The Test Drive (ISBN 0-252-02950-X)
- (2002) Stupidity (ISBN 0-252-07127-1)
- (1994) Finitude's Score: Essays for the End of the Millennium (ISBN 0-8032-8949-9)
- (1992) Crack Wars: Literature, Addiction, Mania (ISBN 0-252-07190-5)
- (1989) The Telephone Book: Technology — Schizophrenia — Electric Speech (ISBN 0-8032-8938-3)
- (1986) Dictations: On Haunted Writing (ISBN 0-8032-8945-6)

### Artículos
| - (2013) "Stormy Weather: Blues in Winter" in The New York Times, 2 de feb. 2013 (ISSN 0362-4331) - (2011) "Flaubert en Amérique" in Europe, N° 983, marzo de 2011 : Georges Perros (ISBN 2-351-50038-5) - (2011) "The Tactlessness of an Unending Fadeout" in Writing Death (ISBN 9-081-70910-0) (× Jeremy Fernando) - (2010) "Postface" in The Field is Lethal (ISBN 1-933-99620-X) (× Suzanne Doppelt, tradujo Cole Swenson) - (2010) "Have I Been Destroyed? Answering to Authority and the Politics of the Father" in differences: A Journal of Feminist Cultural Studies 21 (1) - (2009) Contribution in Farimani 2 (Fall 2009) - (2009) "Nietzsche Loves You: A Media-Technological Start-up" in Discourse 31 (1 & 2) (invierno & primav. 2009) - (2008) "Untread and Untried: Nietzsche Reads Derridemocracy" in diacritics 38 (1-2) (primav.-verano 2008) - (2007) "Introduction: The Stealth Pulse in Philosophy" in Blind Date: Sex and Philosophy (ISBN 0-252-07488-2) (× Anne Dufourmantelle) - (2006) "Surrender and the Ethically Binding Signature: On Johnson's Reparative Process" in differences: A Journal of Feminist Cultural Studies 17, no. 3 - (2006) "Kathy Goes to Hell" in Lust for Life: On the Writings of Kathy Acker (ISBN 1-844-67066-X), ed. Avital Ronell, Carla Harryman, and Amy Scholder - (2006) "Tombeau pour Kathy Acker" in Fresh Théorie II: Black Album, tradujo del inglés Aude Tincelin, ed. Mark Alizart & Christophe Kihm - (2005) "On the Misery of Theory without Poetry: Heidegger's Reading of Hölderlin's 'Andenken'" in PMLA 120, No. 1 "Special Topic: On Poetry" (enero de 2005) - (2005) Contribution to "Forum: The Legacy of Jacques Derrida" in PMLA 120, No. 2 (marzo de 2005) - (2004) "Deviant Payback: The Aims of Valerie Solanas" in Scum Manifesto (ISBN 1-85984-553-3) (× Valerie Solanas) - (2004) "Cutting Remarks" in Artforum international and as supplement to Bookforum 11 (1) (primav. 2004) - (2003) "The Experimental Disposition: Nietzsche's Discovery of America (Or, Why the Present Administration Sees Everything in Terms of a Test)" in American Literary History 15 (3) (Fall 2003) - (2003) "Proving Grounds: On Nietzsche and the Test Drive" in MLN 118 (3) German Issue (abril de 2003) - (2002) "Hungry Eye" in Artforum international 40 (9) (mayo de 2002), coautor con Ulrich Baer - (1995) "The Text Drive" in Deconstruction is/in America: A New Sense of the Political (ISBN 9780814735190), editó Anselm Haverkamp - (1995) "Introduction" in Time Capsule: A Concise Encyclopedia by Women Artists (ISBN 1-881616-33-9), cointrodujo Kathy Acker - (1994) "Finitude's Score" in Thinking Bodies (ISBN 0804723044) ed. Juliet Flower MacCannell & Laura Zakarin, - (1994) "Queens of the Night" in ZYZZYVA (verano de 1994) - (1993) "November 22, 1992" in Assemblage 20 "Violence, Space" (abril de 1993) | - (1993) "Our Narcotic Modernity" in Rethinking Technologies (ISBN 0-8166-2215-9) ed. Verena Andermatt Conley - (1992) "TraumaTV: Twelve Steps Beyond the Pleasure Principle" first published as "Video/television/Rodney King: twelve steps beyond 'The Pleasure Principle'" in differences: A Journal of Feminist Cultural Studies 4, no. 2 (Summer 1992) and subsequently as "Haunted TV: Rodney King/video/trauma" in Artforum international 31, no. 1 (septiembre de 1992) - (1992) "Support Our Tropes: Reading Desert Storm" 1º publicó City Lights, then in Yale Journal of Criticism 5, no. 2 (Spring 1992), and in Rhetorical Republic: Governing Representations in American Politics, editó F.M. Dolan & T.L. Dumm - (1991) "Avital Ronell" in Re/Search: Angry Women 13 (ISBN 1-890451-05-3) interview with Andrea Juno - (1990) "Namely, Eckermann" in Looking after Nietzsche - (1990) "Walking Switchboard" in Substance 61 - (1989) "The Worst Neighborhoods of the Real: Philosophy - Telephone - Contamination" in differences: A Journal of Feminist Cultural Studies 1 (1) - (1989) "Review: The Differends of Man" in Diacritics 19 (3/4) Heidegger: Art and Politics (Autumn - Winter, 1989) - (1988) "Starting from Scratch: Mastermix" in Socialist Review 88 (2) - (1988) "The Sujet Suppositaire: Freud, And/Or, the Obsessional Neurotic Style (Maybe)" in On Puns: The Foundation of Letters (ISBN 0631158944) ed. Jonathan Culler - (1988) "On the Way to Lainguage: Heidegger and Schizophrenia" in Qui Parle 2 (1) "Paranoia and Schizophrenia" (primav. 1988) - (1988) "Condensed Article" in Visible Language 22, no. 4 "Instant Theory: 'Making Thinking Popular'" (otoño 1988) - (1987) "Doing Kafka in The Castle: A Poetics of Desire" in Kafka and the Contemporary Critical Performance: Centenary Readings (ISBN 0-253-31709-6) ed. Alan Udoff - (1986) "Hitting the Streets: Ecce Fama," Stanford Italian Review VI (1-2) (Fall 1986) - (1986) "Street Talk" in Benjamin's Ground: New Readings of Walter Benjamin (ISBN 0-8143-2041-4) ed. Rainer Nägele - (1985) "Taking it Philosophically: Torquato Tasso's Women as Theorists," MLN 100 (3) (abril 1985) - (1985) "MIMUS POLYGLOTTUS" in Ça Parle 1 (1) "the representation of otherness" (Fall 1985) - (1984) "Goethezeit" in Taking Chances: Derrida, Psychoanalysis, and Literature ed. Joseph H. Smith and William Kerrigan - (1984) "Sutura Goethei; L'articulation Freud-Goethe" in Cahiers confrontation n° 12, originalmente en francés - (1983) Participant of "[Discussion on Boschenstein]" in boundary 2 11 (3) "The Criticism of Peter Szondi" (primav. 1983) - (1983) "Queens of the Night" in Genre XVI (invierno 1983) - (1982) "La bouche émissaire" in Cahiers confrontation n° 8, tradujo del inglés Monique Canto |

### Traducciones
| - (1991) "'Eating Well,' or the Calculation of the Subject: An Interview with Jacques Derrida" in Who Comes After the Subject? (ISBN 0-415-90359-9), interview with Jean-Luc Nancy, tradujo Avital Ronell and Peter Connor, ed. Eduardo Cadava, Peter Connor, and Jean-Luc Nancy - (1991) "The Response of Ulysses" in Who Comes After the Subject? (ISBN 0-415-90359-9) tradujo Avital Ronell, × Philippe Lacoue-Labarthe, ed. Eduardo Cadava, Peter Connor, and Jean-Luc Nancy - (1989) The Ear of the Other (ISBN 0-8032-6575-1) tradujo Avital Ronell, × Jacques Derrida | - (1988) "A Number of Yes (Nombre de oui)" in Qui Parle 2 (2) "Silence and Intervention" (Fall 1988), tradujo Avital Ronell & Brian Holmes, × Jacques Derrida - (1988) "FLECHSIG/SCHREBER/FREUD: AN INFORMATIONS NETWORK OF 1910" in Qui Parle 2 (1) "Paranoia and Schizophrenia" (Spring 1988), tradujo Laurence Rickels, Avital Ronell, David Levin, Adam Bresnick, Judith Ramme, × Friedrich Kittler - (1987) "Devant la Loi" in Kafka and the Contemporary Critical Performance: Centenary Readings (ISBN 0-253-31709-6) tradujo Avital Ronell, × Jacques Derrida, ed. Alan Udoff | - (1986) Memoires: For Paul de Man (ISBN 0-231-06232-X), tradujo Avital Ronell, Cecile Lindsay, Jonathan Culler, Eduardo Cadava, × Jacques Derrida - (1984) "My Chances/Mes Chances: A Rendezvous with Some Epicurean Stereophonies" in Taking Chances: Derrida, Psychoanalysis, and Literature tradujo Avital Ronell & Irene Harvey, by Jacques Derrida, ed. Joseph H. Smith and William Kerrigan - (1980) "The Law of Genre" in Critical Inquiry 7 (1) "On Narrative" (Autumn, 1980) tradujo Avital Ronell, × Jacques Derrida |